# Schwarzschulter
Die Schwarzschulter ist in der analogen Fernseh- und Videotechnik der Abschnitt vor und hinter dem Horizontalsynchronimpuls im FBAS- oder Fernsehsignal. Sie dient vor allem der Verstärkungsregelung des Bildsignals.

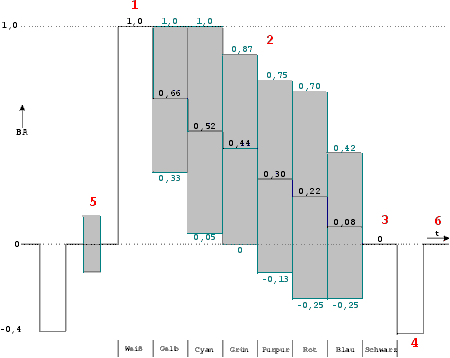
FBAS-Normbalkenfolge: das Bildsignal einer Zeile. 3 zeigt die vordere Schwarzschulter,
6 die hintere. 4 ist der Synchronimpuls. Weitere Informationen im Artikel Fernsehsignal.

Um analoge Fernsehbilder zum Zuschauer übertragen zu können, werden diese in Zeilen unterteilt und wie ein Text nacheinander übertragen. Damit der Empfänger erkennt, wann eine Zeile zu Ende ist, wird am Zeilenende ein Synchronimpuls übertragen. Dieser wird von der vorderen und hinteren Schwarzschulter eingeschlossen. Dadurch erhält der Elektronenstrahl in der Bildröhre genügend Zeit, sich zum Anfang der nächsten Zeile zu bewegen.
In diesen Bereichen des Signals befindet sich keine Bildinformation, der Signalpegel entspricht dem für Schwarz. Dieser Pegel dient als Grundlage für die Berechnung des Verstärkungsfaktors für das Bildsignal. Ziel ist es, unabhängig von der Stärke des von der Antenne empfangenen Signals ein Bild mit optimalen Werten für Helligkeit und Kontrast zu bekommen. Hierfür kann nicht das gesamte Bildsignal benutzt werden, denn ein schwaches Signal kann sowohl auf einen schwachen Sender als auch auf ein (gewollt) dunkles Bild hindeuten. Die Schwarzschulter ermöglicht jedoch die Erkennung der Signalstärke unabhängig vom Bildinhalt. Dafür ist eine so genannte getastete Regelung erforderlich, die nur zu dem Zeitpunkt arbeitet, wenn die Schwarzschulter übertragen wird.
Auf der hinteren Schwarzschulter befindet sich beim PAL-Signal noch zusätzlich der PAL-Burst, der zur Rückgewinnung des Farbträgers dient. Bei internen Übertragungen zwischen Sendestationen werden in diesem Bereich gelegentlich auch das Tonsignal oder andere Daten übertragen (siehe Sound in Sync).
Das Signal aus Bildsensoren enthält ebenfalls Schwarzschulter-Anteile, die bei der Digitalisierung der Generierung des Referenzpegels dienen. Im CCD-Sensor sind dazu einige Spalten der Fotozellenmatrix Schwarz abgedeckt. Dadurch kann der Rauschanteil durch Halbleitereffekte verringert werden. 
Die englische Bezeichnung für die vordere Schwarzschulter ist „front porch“. Die englische Bezeichnung für die hintere Schwarzschulter ist „back porch“.